# Lee Chun-soo
Lee Chun-soo (Incheon, 9 juli 1981) is een Zuid-Koreaans voormalig voetballer.

## Loopbaan
Lee was een belangrijke speler van het nationale Zuid-Koreaanse voetbalteam tijdens het WK 2002, de OS 2004 en het WK 2006. Hij schreef een boek over zijn WK-ervaring, waarbij hij bondstrainer Guus Hiddink beschuldigde van het gebruik van vloeken tegen spelers. Hij had in het boek ook kritiek op medespelers.
Na het WK vertrok Lee naar Real Sociedad in Spanje, de eerste Koreaan in de Primera División. Na een seizoen van middelmatige en slechte prestaties speelde hij nog voor Numancia, waarna hij terugkeerde naar Ulsan Hyundai Horang-i in Zuid-Korea's K-League.
Hoewel hij pas halverwege het seizoen begon, was hij bepalend voor het behalen van de titel van 2005 door Ulsan. Hij maakte drie doelpunten in de eerste wedstrijd van de finale. Hij werd uitgeroepen tot meest waardevolle speler van de K-League op 28 december 2005.
Op het WK van 2006 maakte hij de openingsdoelpunt van Zuid-Korea uit een vrije trap, tegen Togo, op weg naar een eindstand van 2-1.
Op 31 augustus 2007 tekende hij vier jaar bij Feyenoord voor een vermoedelijke transfersom van € 2 miljoen. De aankomst in Rotterdam liet op zich wachten door dienstplichtverplichtingen. Op 20 oktober 2007 maakte Lee Chun-soo zijn Eredivisie-debuut tegen Excelsior als invaller.
De Zuid-Koreaan bracht Feyenoord niet wat er van hem gehoopt werd. De Rotterdammers verhuurden hem in 2008 aan Samsung Blue Wings in zijn geboorteland en later aan Chunnam Dragons, waar hij ook niet slaagde. Toen Al-Nassr uit Saoedi-Arabië zich in juli 2009 meldde voor Lee Chun-soo, verleende Feyenoord graag medewerking aan een overgang. Daardoor verdween de Zuid-Koreaan voor € 500.000 geruisloos weer uit Nederland. Vervolgens speelde hij nog een seizoen in Japan bij Omiya Ardija alvorens zijn loopbaan af te sluiten bij Incheon United.

## Persoonlijk leven
Lee ging enige tijd om met Kim Ji-yoo in 2005 en 2006. Zij was Miss Korea in 2001.
Zijn bijnaam is Ip Chun-soo en Hyeo Chun-soo (Ip betekent mond en hyeo betekent tong in het Koreaans) omdat hij problemen kreeg met media en teams toen hij naar Europa wilde.

## Carrièreoverzicht
| Seizoen | Club                   | Competitie           | Wedstrijden | Doelpunten |
| ------- | ---------------------- | -------------------- | ----------- | ---------- |
| 2002    | Ulsan Hyundai Horang-i | K-League             | 18          | 7          |
| 2003    | Ulsan Hyundai Horang-i | K-League             | 18          | 8          |
| 2003/04 | Real Sociedad          | Primera División     | 13          | 0          |
| 2004/05 | Numancia               | Primera División     | 15          | 0          |
| 2005    | Ulsan Hyundai Horang-i | K-League             | 11          | 4          |
| 2006    | Ulsan Hyundai Horang-i | K-League             | 18          | 5          |
| 2007    | Ulsan Hyundai Horang-i | K-League             | 16          | 5          |
| 2007/08 | Feyenoord              | Eredivisie           | 14          | 0          |
| 2008/09 | Samsung Blue Wings     | K-League             | 6           | 1          |
| 2008/09 | Chunnam Dragons        | K-League             | 12          | 1          |
| 2009/10 | Al-Nassr               | Saudi Premier League | 16          | 3          |
| 2010/11 | Omiya Ardija           | J-League             | 18          | 4          |
| 2011/12 | Omiya Ardija           | J-League             | 28          | 6          |
| 2012/13 | Incheon United         | K-League             | 20          | 2          |
| 2013/14 | Incheon United         | K-League             | 28          | 1          |
| 2014/15 | Incheon United         | K-League             | 20          | 2          |
| Totaal  | Totaal                 | Totaal               | 192         | 51         |

## Erelijst
- Zuid-Korea
  - K-League Winnaar: 2006 Ulsan Hyundai Horang-i
  - Super Cup Winnaar: 2006 Ulsan Hyundai Horang-i
  - Hauzen Cup Winnaar: 2007 Ulsan Hyundai Horang-i
- Nederland
  - Winnaar KNVB beker: 2008 Feyenoord